# Claracq
Claracq település Franciaországban, Pyrénées-Atlantiques megyében. Lakosainak száma 237 fő (2022. január 1.). Claracq Boueilh-Boueilho-Lasque, Carrère, Garlède-Mondebat, Lalonquette, Miossens-Lanusse, Mouhous, Ribarrouy és Taron-Sadirac-Viellenave községekkel határos.

## Népesség
A település népességének változása:
| Lakosok száma | 231  | 231  | 227  | 232  | 236  | 240  | 240  | 237  |
|               | 2013 | 2015 | 2017 | 2018 | 2019 | 2020 | 2021 | 2022 |